# Letsie III.

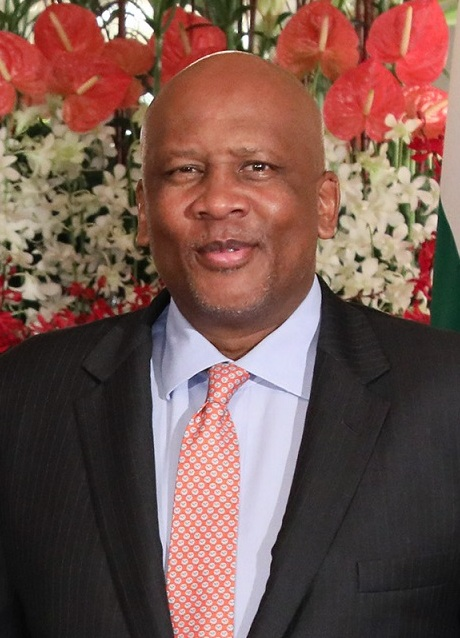
Letsie III. (2019)

Letsie III. [leˈt͡siɪ] (* 17. Juli 1963 in Morija; Geburtsname David Mohato Bereng Seeiso) ist seit 1996 König (Sesotho motlotlehi) von Lesotho. Das Amt  hatte er während des Exils seines Vaters Moshoeshoe II. bereits von 1990 bis 1995 bekleidet. Er residiert im Königspalast in Matsieng.

## Leben
Letsie III. wurde als erstes von drei Kindern von Moshoeshoe II., dem späteren König von Lesotho, und dessen Frau ’Mamohato geboren. Sein Name lautete David Mohato Bereng Seeiso. Die Jugendzeit verbrachte er in England, wo er auch die Schule abschloss. Er erlangte 1984 den Bachelorgrad in Rechtswissenschaft der Nationaluniversität von Lesotho. Anschließend ging er nach England zurück und studierte in Bristol Rechtswissenschaft und in Cambridge bis 1989 Entwicklungsstudien. Nach der erzwungenen Exilierung seines Vaters durch die Militärregierung unter Justin Lekhanya wurde er im November 1990 als neuer König Letsie III. vereidigt. Seine Rolle war jedoch ausschließlich repräsentativ.
Im August 1994 war Letsie III. in einen Putsch verwickelt, der die Rückkehr seines Vaters als König bewirken sollte, jedoch nach vier Wochen vorerst scheiterte. Im Januar 1995 dankte Letsie ab, da sein Vater wieder als König eingesetzt wurde; dieser starb jedoch am 15. Januar 1996 nach einem Verkehrsunfall, so dass Letsie erneut König wurde. Die Krönungszeremonie fand am 31. Oktober 1997 in Maseru statt.
Im Jahr 2000 heiratete Letsie die Studentin Anna Karabo Motšoeneng, die seither ’Masenate Mohato Seeiso heißt. Mit ihr hat er die zwei Töchter Mary Senate Mohato Seeiso (* 2001) und ’Maseeiso (* 2004) und den 2007 geborenen Sohn Lerotholi David Seeiso, den Kronprinzen.